# Agyriella nitida
Agyriella nitida är en svampart som först beskrevs av Marie Anne Libert, och fick sitt nu gällande namn av Pier Andrea Saccardo 1884. Agyriella nitida ingår i släktet Agyriella, divisionen sporsäcksvampar och riket svampar.   Inga underarter finns listade i Catalogue of Life.